# Ilija Lupulesku

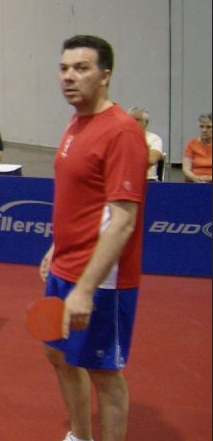
Ilija Lupulesku in 2016

Ilija Lupulesku (Servisch: Илија Лупулеску) (Uzdin (Vojvodina), 30 oktober 1967) is een Servisch-Amerikaans professioneel tafeltennisser. Hij werd in zowel 1988 als 1998 Europees kampioen gemengd dubbelspel en won in 1990 de Europese titel voor mannendubbels. De geboren Joegoslaaf haalde zilver op de wereldkampioenschappen 1987, op de Olympische Zomerspelen 1988 (beide in het dubbelspel) en op het WK 1991 met het Joegoslavische nationale team, in het ploegentoernooi. Lupulesku komt sinds 2004 uit voor de Verenigde Staten.

## Sportieve loopbaan
Lupulesku deed mee aan de Olympische Zomerspelen van 1988, 1992, 1996, 2000 en 2004. Dat deed hij in eerste instantie namens zijn geboorteland, waarvoor hij op de OS '88 zilver scoorde in het dubbelspel. In de finale verloor hij met Zoran Primorac van het Chinese duo Chen Longcan/Wei Qingguang. Op het toernooi van 2004 kwam Lupulesku uit voor de Verenigde Staten.
Lupulesku nam tussen 1983 en 2006 deel aan zestien WK's, waarvan de laatste twee namens Amerika. In het enkelspel kwam hij daarop nooit verder dan de laatste 32 (1995 en 1997), in het gemengd dubbelspel nooit voorbij de laatste zestien (1985 en 1993). In zowel het mannendubbel als het landentoernooi behaalde de geboren Joegoslaaf daarentegen eenmaal de finale. In 1987 verloor hij daarin samen met Zoran Primorac, ook van Longcan en Qingguang, in 1991 met de Joegoslavische nationale ploeg van de Zweden.
Op het Europese strijdtoneel waren er wel titels weggelegd voor Lupulesku. Tijdens zijn zeven EK-deelnames (1986-2000) behaalde hij acht finales, waarvan hij er drie omzette in een gouden medaille. Zijn eerste titel kwam in Parijs 1988, waar hij het gemengd dubbelspel won samen met Jasna Fazlić. Diezelfde discipline won hij tien jaar later nog eens, ditmaal met Otilia Bădescu. In de tussentijd sleepte hij met Primorac een EK-titel voor mannendubbels binnen in Göteborg 1990.

Lupulesku verloor daarnaast drie dubbelspelfinales en twee gemengd dubbelfinales. Goud in het dubbelspel moest hij in 1988, 1998 en 2000 laten aan de duo's Mikael Appelgren/Jan-Ove Waldner, Vladimir Samsonov/Jörg Roßkopf en Patrick Chila/Jean-Philippe Gatien, in die volgorde. De eindstrijd in het gemengd dubbel verloor Lupulesku in 1986 van Jindřich Panský en Marie Hrachová en in 2000 van Aleksandar Karakašević en Rūta Garkauskaitė-Budiene.
De geboren Joegoslaaf plaatste zich van 1988 tot en met 1992 vijf keer achter elkaar voor de Europese Top-12, maar overtrof daar nooit zijn beste prestatie uit zijn eerste jaar, toen hij vijfde werd. Ook op de ITTF Pro Tour, waarop hij van 1997 tot en met 2001 (als Joegoslaaf) en in 2004 (als Amerikaan) actief was, won hij nooit een toernooi.

## Erelijst
- Zilver Olympische Zomerspelen 1988 dubbelspel (met Zoran Primorac)
- Zilver wereldkampioenschap 1987 dubbelspel (met Zoran Primorac)
- Zilver wereldkampioenschap 1991 landentoernooi (met Joegoslavië)
- Europees kampioen dubbelspel 1990 (met Zoran Primorac)
- Europees kampioen gemengd dubbelspel 1988 (met Jasna Fazlić) en 1998 (met Otilia Bădescu)
- Winnaar Middellandse Zeespelen dubbelspel 1987 en 1991 (beide met Zoran Primorac)
- Winnaar Middellandse Zeespelen gemengd dubbelspel 1987
- Winnaar Balkan kampioenschappen dubbelspel 1982 en 1984
- Winnaar Balkan kampioenschappen gemengd dubbelspel 1984